# Zdeněk Matějka
Zdeněk Matějka (30. dubna 1937 – 2. října 2006) byl český chemik a vysokoškolský pedagog, který se zabýval iontovou výměnou.

## Život
Narodil se v Teplicích a po vystudování gymnázia začal v roce 1955 studovat chemii na VŠCHT Praha. Studium dokončil v roce 1960 a začal pracovat ve výzkumném ústavu ČKD Dukla. Později započal externí kandidaturu na Ústavu tepelné techniky (nyní Ústav energetiky), VŠCHT Praha pod vedením profesora Františka Karase, zakladatele ústavu. Kandidátskou práci, která se zabývala elektrodeionizací, obhájil v roce 1967.
V letech 1972 až 1990 pracoval jako odborný asistent na Ústavu energetiky VŠCHT Praha. Zabýval se jak teoretickými základy iontové výměny, tak i jejími praktickými aplikacemi. V roce 1990 se habilitoval na docenta. Jeho pracovní skupina v tu dobu pracovala hlavně na selektivním odstraňování iontů toxických kovů z vodných roztoků a odstraňování dusičnanů pomocí ionexů. V roce 1997 se stal vedoucím Ústavu energetiky. V tu dobu se již jeho hlavní zájem začal přesouvat od sorpce toxických kationtů k oxoaniontům.
16. května 2000 byl za svoji celoživotní práci v oblasti výzkumu a pedagogiky jmenován profesorem. V roce 2002 musel po dosažení věku 65 let odejít do důchodu, zůstal však na ústavu na poloviční úvazek. Stále vedl s plným nasazením svou skupinu. V roce 2006 po dlouhotrvající nemocí zemřel.
Během své práce na VŠCHT vychoval Matějka asi 60 studentů inženýrského studia a 20 doktorandů. Navázal spolupráci s mnoha pracovišti zejména v Japonsku, Německu, USA, Spojeném království a Turecku.
Zemřel roku 2006. Pohřben byl na Olšanských hřbitovech.

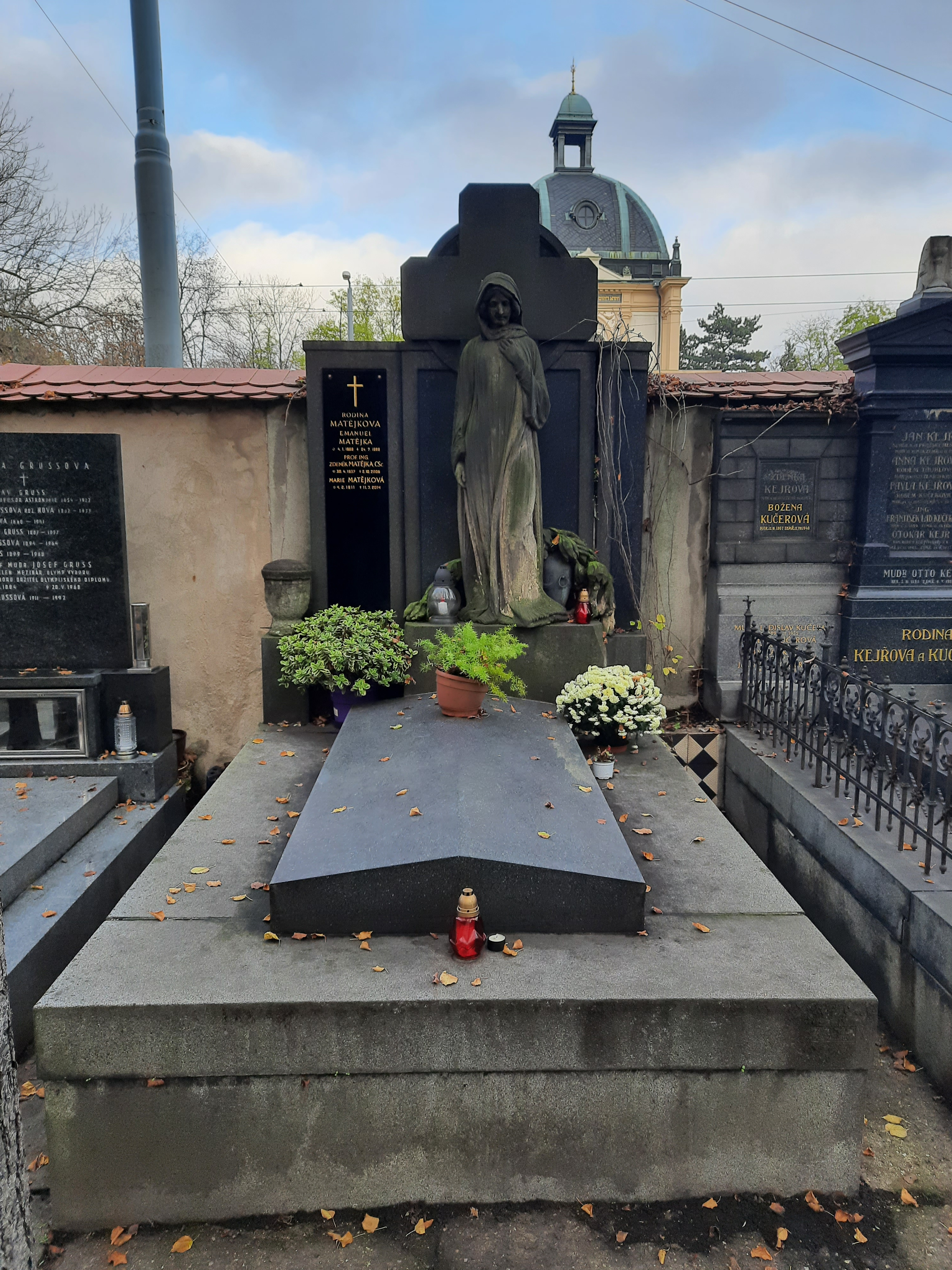
Hrobka rodiny na Olšanských hřbitovech